# Hongaars curlingteam (vrouwen)
Het Hongaarse curlingteam vertegenwoordigt Hongarije in internationale curlingwedstrijden.

## Geschiedenis
Hongarije nam voor het eerst deel aan een internationaal toernooi tijdens het Europees kampioenschap van 2003, in het Italiaanse Courmayeur. Tijdens de eerste interland werd meteen een blamage opgelopen: het kleine Andorra was met 12-7 duidelijk te sterk voor het Hongaarse team. Van de acht wedstrijden kon Hongarije er slechts twee winnen, waardoor het land op de achttiende plaats strandde; de slechtste klassering tot op heden.
De volgende jaren ging het wel steeds beter voor het team van skip Ildikó Szekeres. Hongarije werd steeds vaker in de hogere regionen van de B-divisie gespot, en strandde enkele keren op een zucht van promotie naar de hoogste divisie. In 2011 was het dan raak: Hongarije won de B-divisie en mocht zo in 2012 voor het eerst aantreden in de A-divisie. Een succes werd deze eerste passage op het hoogste niveau niet. Het Hongaarse team kon slechts één wedstrijd winnen, en eindigde op de negende en voorlaatste plaats. Hierdoor degradeerden de Hongaren onmiddellijk terug naar de B-divisie, waaruit ze in 2014 weer promoveerden. Sedertdien pendelt Hongarije bijna jaarlijkse tussen de A- en B-divisie.
Aan het wereldkampioenschap nam Hongarije tot op heden nog niet deel. Ook op de Olympische Winterspelen was Hongarije nog nooit present.

## Hongarije op het Europees kampioenschap
| Jaar | Plaats        | Skip          | WG            | W             | V             | PV            | PT            |
| ---- | ------------- | ------------- | ------------- | ------------- | ------------- | ------------- | ------------- |
| 1975 | Geen deelname | Geen deelname | Geen deelname | Geen deelname | Geen deelname | Geen deelname | Geen deelname |
| 1976 | Geen deelname | Geen deelname | Geen deelname | Geen deelname | Geen deelname | Geen deelname | Geen deelname |
| 1977 | Geen deelname | Geen deelname | Geen deelname | Geen deelname | Geen deelname | Geen deelname | Geen deelname |
| 1978 | Geen deelname | Geen deelname | Geen deelname | Geen deelname | Geen deelname | Geen deelname | Geen deelname |
| 1979 | Geen deelname | Geen deelname | Geen deelname | Geen deelname | Geen deelname | Geen deelname | Geen deelname |
| 1980 | Geen deelname | Geen deelname | Geen deelname | Geen deelname | Geen deelname | Geen deelname | Geen deelname |
| 1981 | Geen deelname | Geen deelname | Geen deelname | Geen deelname | Geen deelname | Geen deelname | Geen deelname |
| 1982 | Geen deelname | Geen deelname | Geen deelname | Geen deelname | Geen deelname | Geen deelname | Geen deelname |
| 1983 | Geen deelname | Geen deelname | Geen deelname | Geen deelname | Geen deelname | Geen deelname | Geen deelname |
| 1984 | Geen deelname | Geen deelname | Geen deelname | Geen deelname | Geen deelname | Geen deelname | Geen deelname |
| 1985 | Geen deelname | Geen deelname | Geen deelname | Geen deelname | Geen deelname | Geen deelname | Geen deelname |
| 1986 | Geen deelname | Geen deelname | Geen deelname | Geen deelname | Geen deelname | Geen deelname | Geen deelname |
| 1987 | Geen deelname | Geen deelname | Geen deelname | Geen deelname | Geen deelname | Geen deelname | Geen deelname |
| 1988 | Geen deelname | Geen deelname | Geen deelname | Geen deelname | Geen deelname | Geen deelname | Geen deelname |
| 1989 | Geen deelname | Geen deelname | Geen deelname | Geen deelname | Geen deelname | Geen deelname | Geen deelname |
| 1990 | Geen deelname | Geen deelname | Geen deelname | Geen deelname | Geen deelname | Geen deelname | Geen deelname |
| 1991 | Geen deelname | Geen deelname | Geen deelname | Geen deelname | Geen deelname | Geen deelname | Geen deelname |
| 1992 | Geen deelname | Geen deelname | Geen deelname | Geen deelname | Geen deelname | Geen deelname | Geen deelname |
| 1993 | Geen deelname | Geen deelname | Geen deelname | Geen deelname | Geen deelname | Geen deelname | Geen deelname |
| 1994 | Geen deelname | Geen deelname | Geen deelname | Geen deelname | Geen deelname | Geen deelname | Geen deelname |
| 1995 | Geen deelname | Geen deelname | Geen deelname | Geen deelname | Geen deelname | Geen deelname | Geen deelname |
| 1996 | Geen deelname | Geen deelname | Geen deelname | Geen deelname | Geen deelname | Geen deelname | Geen deelname |
| 1997 | Geen deelname | Geen deelname | Geen deelname | Geen deelname | Geen deelname | Geen deelname | Geen deelname |
| 1998 | Geen deelname | Geen deelname | Geen deelname | Geen deelname | Geen deelname | Geen deelname | Geen deelname |
| 1999 | Geen deelname | Geen deelname | Geen deelname | Geen deelname | Geen deelname | Geen deelname | Geen deelname |

| Jaar | Plaats        | Skip                   | WG            | W             | V             | PV            | PT            |
| ---- | ------------- | ---------------------- | ------------- | ------------- | ------------- | ------------- | ------------- |
| 2000 | Geen deelname | Geen deelname          | Geen deelname | Geen deelname | Geen deelname | Geen deelname | Geen deelname |
| 2001 | Geen deelname | Geen deelname          | Geen deelname | Geen deelname | Geen deelname | Geen deelname | Geen deelname |
| 2002 | Geen deelname | Geen deelname          | Geen deelname | Geen deelname | Geen deelname | Geen deelname | Geen deelname |
| 2003 | 18            | Ildikó Szekeres        | 8             | 2             | 6             | 49            | 80            |
| 2004 | 14            | Ildikó Szekeres        | 9             | 5             | 4             | 80            | 71            |
| 2005 | 15            | Ildikó Szekeres        | 6             | 4             | 2             | 59            | 36            |
| 2006 | 14            | Ildikó Szekeres        | 6             | 4             | 2             | 60            | 43            |
| 2007 | 15            | Ildikó Szekeres        | 7             | 4             | 3             | 63            | 44            |
| 2008 | 13            | Ildikó Szekeres        | 6             | 4             | 2             | 45            | 37            |
| 2009 | 15            | Ildikó Szekeres        | 4             | 2             | 2             | 23            | 21            |
| 2010 | 14            | Ildikó Szekeres        | 12            | 7             | 5             | 98            | 64            |
| 2011 | 11            | Ildikó Szekeres        | 13            | 10            | 3             | 82            | 56            |
| 2012 | 9             | Ildikó Szekeres        | 9             | 1             | 8             | 37            | 70            |
| 2013 | 16            | Ildikó Szekeres        | 10            | 5             | 5             | 65            | 61            |
| 2014 | 12            | Dorottya Palancsa      | 13            | 8             | 5             | 90            | 89            |
| 2015 | 10            | Dorottya Palancsa      | 9             | 1             | 8             | 42            | 80            |
| 2016 | 11            | Dorottya Palancsa      | 13            | 10            | 3             | 107           | 79            |
| 2017 | 10            | Dorottya Palancsa      | 9             | 2             | 7             | 47            | 81            |
| 2018 | 15            | Dorottya Palancsa      | 9             | 5             | 4             | 56            | 54            |
| 2019 | 13            | Dorottya Palancsa      | 11            | 7             | 4             | 84            | 65            |
| 2021 | 13            | Ágnes Szentannai       | 11            | 9             | 2             | 81            | 52            |
| 2022 | 9             | Csilla Halász          | 9             | 1             | 8             | 28            | 92            |
| 2023 | 11            | Vera Kalocsai-van Dorp | 11            | 9             | 2             | 92            | 48            |
| 2024 | 10            | Vera Kalocsai-van Dorp | 9             | 1             | 8             | 42            | 84            |

Andorra · Australië · België · Brazilië · Bulgarije · Canada · China · Chinees Taipei · Denemarken · Duitsland · Engeland · Estland · Filipijnen · Finland · Frankrijk · Groot-Brittannië · Hongarije · Hongkong · Ierland · Italië · Jamaica · Japan · Kazachstan · Kenia · Kroatië · Letland · Litouwen · Luxemburg · Mexico · Nederland · Nieuw-Zeeland · Nigeria · Noorwegen · Oekraïne · Oostenrijk · Polen · Portugal · Qatar · Roemenië · Rusland · Schotland · Servië · Slovenië · Slowakije · Spanje · Thailand · Tsjechië · Tsjecho-Slowakije · Turkije · Verenigde Staten · Wales · Wit-Rusland · Zuid-Korea · Zweden · Zwitserland